# Antoni Diéguez
Antoni Josep Diéguez Seguí (Gandía, 22 de marzo de 1954) es un político español que desarrolla su labor en las Islas Baleares. Miembro del Partido Socialista de las Islas Baleares-Partido Socialista Obrero Español, ha sido diputado del Parlamento de Baleares entre 1995 y 2015.
- Datos: Q8201054